# Лобанов, Иван Иванович
Иван Иванович Лобанов — советский хозяйственный, государственный и политический деятель.

## Биография
Родился в 1914 году в селе Апраксино. Член КПСС.
Выпускник Горьковского государственного университета и Высшей дипломатической школы НКИД СССР. С 1945 года — на хозяйственной, общественной и политической работе. В 1945—1985 гг. — ответственный работник центрального аппарата МИД, директор Московского государственного института международных отношений, советник Постоянного представительства СССР при ООН, на различных ответственных должностях в Министерстве иностранных дел СССР.
Умер в Москве в 2004 году.